# Linda Medalen
Linda Medalen (Sandnes, 17 de junio de 1965) es una política, exagente de policía y exfutbolista noruega que se desempeñaba como delantera. Representó a Noruega de 1987 a 1999 y se consagró campeona del mundo en Suecia 1995.

## Biografía
En 1997 posó con un balón de fútbol cuidadosamente colocado para fotografías semidesnudas en Se og Hør. Se ha informado como evidencia de sexismo que Medalen ganó 70.000 koronas por las fotografías, pero solo ganaría kr 27.500 si hubiera ganado la Eurocopa Femenina 1997 con Noruega.
Es abiertamente lesbiana y salió del armario públicamente en junio de 1999, mediante un artículo del Se og Hør. Llevó a su pareja Kristin Bitnes a la Copa Mundial de ese año en los Estados Unidos, pero se separaron después de ocho años juntos, en 2006.

### Siglo actual
Formó parte de una selección de fútbol femenino noruego excepcionalmente fuerte en los Gay Games de 2002 en Sídney.
En una época donde el fútbol femenino no era profesional, trabajó como agente de policía. En 2007, representando al Partido Conservador, fue elegida concejal del municipio de Asker.
En 2010 conoció a la instructora de baile Trude Flan y las dos se casaron en junio de 2012. Anunció su separación en enero de 2022.
En 2020 participó en el "Mesternes mester", programa de telerrealidad de NRK. En 2011 apareció en otra realidad serie televisiva, 71 Grados Al norte. TVNorge se disculpó con Medalen después de transmitir imágenes de un toples sin su consentimiento.

## Carrera
Debutó en la primera del Viking FK Kvinner con 16 años en 1981 y jugó seis temporadas aquí.
Se unió al Asker Fotball en 1987, aquí jugó la mayoría de su carrera y se retiró en 2006, a los 41 años. Debido a su avanzada edad, al final de su carrera jugaba como defensa central.
Medalen fue expulsada en el medio tiempo de la final de la Copa Femenina de Noruega de 2001, por abofetear la mano de Gøril Kringen durante un desacuerdo. La decepción por la derrota de Asker por 3-2 se agravó ya que la final estaba destinada a ser la despedida de Medalen antes de su retiro del fútbol.

### Extranjero
Se hizo profesional cuando fue contratada por Nikko Securities Dream Ladies, equipo de la Nadeshiko League japonesa y jugó siete temporadas.
En agosto de 2000 reveló que consideraba una oferta de la Women's United Soccer Association (WUSA), luego del contacto del vicepresidente de personal de juego de la naciente liga profesional estadounidense Lauren Gregg, pero finalmente no la concretó.

### Regresos
En la Toppserien Medalen de 2003 volvió a Asker como jugadora-entrenadora.
En 2006, Medalen, de 41 años, hizo otra reaparición como jugadora y fue seleccionada para la derrota final de la Copa Femenina Noruega 3-2 de Asker ante Røa IL.

## Selección nacional
Hizo su debut para Noruega el 7 de octubre de 1987 en el Ullevaal Stadion. Por las eliminatorias para la Eurocopa 1989, en una derrota por 1–0 contra Dinamarca.
En el Torneo Internacional de Fútbol Femenino de 1988, anotó sus dos primeros goles con la selección en su cuarta aparición; para la victoria por 4-0 sobre Tailandia. Marcó de nuevo en la victoria por 3-0 ante Australia y luego anotó el único gol en la victoria final sobre Suecia, que ayudó a alcanzar la final con las anfitriones de Alemania Occidental. Noruega fue derrotada 4–1 y Medalen incluida en el equipo All-Star del torneo.
Medalen sintió que se había recuperado lo suficiente de una lesión de ligamentos para participar en los Juegos Olímpicos de Sídney de 2000. Se sintió decepcionada cuando Høgmo no estuvo de acuerdo y la dejó fuera. También estaba decepcionada por la retirada de su contrato central con la Federación Noruega de Fútbol por valor de 3500kr al mes: «fue como recibir un cuchillo en la espalda».
En total, como internacional jugó 152 partidos y anotó 64 goles.

### Participaciones en la Eurocopa
Noruega se recuperó de su derrota en la clasificación ante Dinamarca para clasificarse para el torneo de la Competición Europea de Fútbol Femenino 1989. El gol de Medalen en el primer minuto en la victoria por 2-1 en las semifinales sobre Suecia.
En la Eurocopa Femenina 1991, la Noruega de Medalen volvió a llegar a la final, pero fue derrotada por Alemania, esta vez por 3-1 después de la prórroga.
En el primer partido de clasificación de Noruega para la Eurocopa Femenina 1993, anotó cuatro goles en la victoria por 10-0 sobre Suiza. En la fase final Noruega recuperó su título europeo, al vencer a la anfitriona Italia por 1-0 en la final.
En la Eurocopa Femenina 1995, Noruega se perdió una quinta aparición consecutiva en la final, siendo eliminada en las semifinales por Suecia, 7-5 en el global, a pesar del gol de Medalen en el partido de vuelta en Jönköping.

### Participaciones en Copas del Mundo
Medalen fue una jugadora importante en la selección de Noruega que ganó la Copa Mundial Femenina de la FIFA de 1995 en Suecia.
En la Copa Mundial Femenina de la FIFA de 1999 en los Estados Unidos, Medalen fue la capitana. También tuvo un nuevo papel como defensa central, después de haber tenido problemas para adaptarse a las tácticas basadas en la posesión del entrenador entrante Per-Mathias Høgmo para sus delanteros. Anotó seis goles, incluidos dos en la victoria de semifinales sobre Suecia y un empate en la derrota final por 2-1 ante Estados Unidos. Fue galardonada con el Balón de Bronce de la FIFA, como la tercera mejor jugadora del torneo.
| Mundial                                 | Sede           | Resultado    | PJ | Goles |
| --------------------------------------- | -------------- | ------------ | -- | ----- |
| Copa Mundial Femenina de Fútbol de 1991 | China          | Subcampeona  | ?  | 6     |
| Copa Mundial Femenina de Fútbol de 1995 | Suecia         | Campeona     | ?  | 2     |
| Copa Mundial Femenina de Fútbol de 1999 | Estados Unidos | Cuarto lugar | ?  | 1     |

## Palmarés
- Campeona de la Eurocopa Femenina de 1993.[23]
- Campeona de la Nadeshiko League de 1996, 1997 y 1998.
- Campeona de la Toppserien de 1988, 1991, 1998 y 1999.
- Campeona de la Copa de la Emperatriz de 1992 y 1996.
- Campeona de la Copa de Noruega Femenina de 1990, 1991 y 2000.